# خوشه پروانه
خوشه پروانه ای (معروف به Messier 6 یا M6 و به عنوان NGC 6405) یک خوشه باز از ستارگان در صورت فلکی جنوبی عقرب است. نام آن از شباهت مبهم شکل آن به پروانه گرفته شده‌است.[۵] طبقه‌بندی ترامپلر II 3 r[6] آن را رمزگذاری می‌کند که غنی از ستاره است، رتبه دوم از IV را برای ناهمگونی دارد و تا حد زیادی روشن را با اجزای کم نور ترکیب می‌کند. ۳٫۵ درجه در شمال غربی مسیه ۷، هر دو شمال دم عقرب است.[۷]
اولین منجمی که وجود خوشه پروانه را ثبت کرد، جووانی باتیستا هودیرنا در سال ۱۶۵۴ بود. با این حال، رابرت برنهام جونیور پیشنهاد کرده‌است که ستاره‌شناس قرن دوم بطلمیوس ممکن است آن را با چشم غیر مسلح در حالی که همسایه خود، خوشه بطلمیوس (M7) را مشاهده کرده‌است، دیده باشد. ۷] اعتبار این کشف معمولاً به Jean-Philippe Loys de Chéseaux در سال ۱۷۴۶ داده می‌شود. چارلز مسیه این خوشه را در ۲۳ مه ۱۷۶۴ مشاهده کرد و آن را به فهرست مسیه خود اضافه کرد.[۵]
تخمین‌ها از فاصله خوشه پروانه‌ها در طول سال‌ها متفاوت بوده‌است.[۸] وو و همکاران (۲۰۰۹) تخمین مسافتی را ۱۵۹۰ سال نوری یافت، [۱] که به آن بعد فضایی حدود ۱۲ سال نوری می‌دهد.[۳] اندازه‌گیری‌های مدرن کل روشنایی بصری آن را قدر ۴٫۲ نشان می‌دهند. سن این خوشه ۹۴٫۲ [۱] میلیون سال تخمین زده می‌شود. اعضای خوشه مقدار کمی بالاتر از عناصر سنگین‌تر از هلیوم را در مقایسه با خورشید نشان می‌دهند؛ چیزی که ستاره‌شناسان از آن به عنوان فلزی بودن یاد می‌کنند.
۱۲۰ ستاره، با قدر بصری ۱۵٫۱، به عنوان محتمل‌ترین اعضای خوشه شناسایی شده‌اند.[۸] بیشتر ستارگان درخشان در این خوشه، ستارگان داغ و آبی نوع B هستند، اما درخشان‌ترین عضو، یک ستاره غول‌پیکر نارنجی نوع K, BM Scorpii است که در عکس‌ها به شدت با همسایگان آبی‌اش تضاد دارد. BM Scorpii به عنوان یک ستاره متغیر نیمه منظم طبقه‌بندی می‌شود که درخشندگی آن از قدر ۵٫۵+ تا قدر ۷٫۰+ متغیر است. همچنین هشت ستاره نامزد شیمیایی خاص وجود دارد.[۶][۸]
این خوشه در فاصله ۲۴٫۵۹ ± 0.13 kly (۷٫۵۴ ± 0.04 kpc)[۹] از مرکز کهکشانی قرار دارد و مداری را در کهکشان راه شیری با گریز از مرکز کم ۰٫۰۳ و دوره مداری 204.2 Myr دنبال می‌کند. در حال حاضر 23 ly (7 pc) زیر صفحه کهکشانی است و هر 29.4 Myr از هواپیما عبور می‌کند.[۱]
از ژانویه ۲۰۲۲، خوشه پروانه یکی از معدود اجرام باقی مانده در کاتالوگ مسیه است که توسط تلسکوپ فضایی هابل عکسبرداری نشده‌است.[۱۱]